# باتريك كروسبي
باتريك كروسبي (بالإنجليزية: Patrick Crosby)‏ هو لاعب اللاكروس أمريكي، ولد في 17 يوليو 1985 في سايرفيل في الولايات المتحدة.